# Jembrana (regência)
A Regência de Jembrana é uma regência (kabupaten) de Bali, Indonésia, com capital em Negara. Tem 841,8 km² de área e em 2022 a estimativa oficial de população era 327 850 habitantes (densidade: 389,5 hab./km²).

## Distritos
A regência está dividida em cinco distritos (em indonésio: kecamatan).
| Distrito | Capital          | População (2022) | Área (km²) | Dens. pop. (hab.km²) | Num. de aldeias [◊] |
| --- | ---------------- | ---------------- | ---------- | -------------------- | ------------------- |
| Jembrana | Dauhwaru         | 63 760           | 93,97      | 678,51               | 4 / 6               |
| Melaya [♦] | Melaya           | 63 670           | 197,19     | 322,89               | 1 / 9               |
| Mendoyo | Pergung          | 69 710           | 294,49     | 236,71               | 1 / 10              |
| Negara | Baler Bale Agung | 99 290           | 126,50     | 784,9                | 4 / 8               |
| Pekutatan | Pekutatan        | 31 420           | 129,65     | 242,34               | 0 / 8               |
| Totais | Totais           | 327 850          | 841,80     | 389,46               | 10 / 41 (51)        |
| [◊] ^ O primeiro número refere-se a kelurahans (núcleos urbanos ou cidades) e o segundo a desas (aldeias rurais). [♦] ^ Inclui as pequenas ilhas costeiras Pulau Buring e Pulau Kalong. |                  |                  |            |                      |                     |